# Cremersia crassicostalis
Cremersia crassicostalis är en tvåvingeart som beskrevs av Ronald Henry Lambert Disney 2008. Cremersia crassicostalis ingår i släktet Cremersia och familjen puckelflugor. Inga underarter finns listade i Catalogue of Life.